# 日曜娯楽版
『日曜娯楽版』（にちようごらくばん、は、NHKラジオ第1放送で1947年〈昭和22年〉10月12日から1952年〈昭和27年〉6月8日まで毎週日曜日、19時30分 - 20時00分に放送されたラジオ番組である。。

## 概要
1947年（昭和22年）10月12日、三木鶏郎が手がけていた『歌の新聞』に代わって放送を開始した。丸山鉄雄がプロデュース、三木が出演のほか楽曲提供等で番組をリードした。
出演者は、歌手の楠トシエ、中村メイ子、喜劇俳優の三木のり平、丹下キヨ子、有島一郎、太宰久雄、小野田勇、千葉信男、河井坊茶、逗子とんぼ、左とん平ら。女優の水の也清美もレギュラー出演していた。番組を構成する放送作家は、三木のほか、後にトリローグループ（冗談工房、1956年）を結成するキノトール、能見正比古、永六輔、神吉拓郎、野坂昭如、飯沢匡、伊藤アキラら。作曲家は、神津善行、いずみたく、桜井順、越部信義、嵐野英彦ら。
番組から、ジャズミュージシャンのジョージ川口、小野満、鈴木章治らと「三木鶏郎楽団」を結成した。彼らの「冗談音楽」のコーナーは、風刺と笑いで人気を呼んだ。投稿番組でもあったので、当時学生だった永六輔は当番組にコントを投稿、常連投稿者となり、これがきっかけとなって三木からスカウトを受け当番組の構成作家になり、プロの放送作家としての活動を始めた。
前番組で三木が創始した「冗談音楽」という、歌と歌との間に風刺も含めたコントをひきつづき盛り込み、人気コーナーとなった。番組からのヒット曲に『僕は特急の機関士で』（1950年〈昭和25年〉10月）などがあった。
1952年（昭和27年）6月8日、番組内で次第に過激化する世相風刺、政治批判が社会問題も起こし、人気を集めていたが日本の独立回復直後に打ち切りとなった。翌週の6月15日から、番組名も『ユーモア劇場』に衣替えして風刺度を弱めたが、1954年（昭和29年）に再び風刺が問題視されて打ち切られた。番組終盤には、政府の干渉でカットされるものも多くなっていた。

## おもな楽曲
- 三木鶏郎とトリローグループ
  - 『日曜娯楽版のテーマ』（作詞・作曲三木鶏郎、1947年）
  - 『冗談音楽のテーマ』（作詞・作曲三木鶏郎、1947年）
- 森繁久弥・丹下キヨ子・三木鶏郎『僕は特急の機関士で』（1950年10月）
- 楠トシエ
  - 『毒消しゃいらんかね』
  - 『田舎のバス』

## 関連書籍
- 井上保『「日曜娯楽版」時代 - ニッポン・ラジオ・デイズ』（晶文社、1992年11月、ISBN 479496093X）